# Léon Rosenfeld
Léon Rosenfeld (Charleroi, 1904. augusztus 14. – Koppenhága, 1974. március 23.) belga fizikus.

## Életpályája
1926-ban PhD fokozatot szerzett a Liège-i egyetemen, később Niels Bohr munkatársa volt. Korai munkássága a kvantum elektrodinamika területén két évtizeddel megelőzte Dirac és Bergmann munkásságát. A lepton elemi részecske nevét Rosenfeld találta ki.

## Díjai, elismerései
- Francqui-díj (1949)

## Fordítás
- Ez a szócikk részben vagy egészben  a   Léon Rosenfeld című angol Wikipédia-szócikk fordításán alapul.  Az eredeti cikk szerkesztőit annak laptörténete sorolja fel. Ez a jelzés csupán a megfogalmazás eredetét és a szerzői jogokat jelzi, nem szolgál a cikkben szereplő információk forrásmegjelöléseként.